# Florent Sinama-Pongolle
Florent Sinama-Pongolle, född den 20 oktober 1984, är en fransk fotbollsspelare som sedan 2012 spelar i FK Rostov.
Efter att Florent Sinama-Pongolle imponerat med 12 mål i U-16-VM 2001 köpte Liverpools dåvarande manager Gérard Houllier honom och kusinen Anthony Le Tallec, som också imponerat i turneringen, från Le Havre.
Sinama-Pongolle vann samma år skytteligan i U-17-VM med nio mål, nytt rekord för antalet gjorda mål i en och samma turnering, och blev utsedd till turneringens bästa spelare.
Sinama-Pongolle och Le Tallec tillbringade säsongen 2002-2003 på lån i Le Havre innan de slutförde övergången till Liverpool sommaren 2003. Sinama-Pongolle lyckades aldrig slå sig in i startelvan i Liverpool utan spelade bara sporadiskt under några säsonger. I januari 2006 skrev han på ett låneavtal med Blackburn Rovers till slutet av säsongen. Den 30 augusti samma år skrev han på ett nytt säsongslångt låneavtal, den här gången med det spanska laget Recreativo de Huelva. Vid slutet av säsongen utnyttjade Recreativo en klausul som gjorde att Sinama-Pongolle skrev på permanent för laget i en övergång värd 2,7 miljoner pund.
Den 3 juli 2008 skrev Sinama-Pongolle på ett fyraårskontrakt med Atlético Madrid efter att ha gjort 22 mål på 68 ligamatcher för Recreativo. Efter en lyckad start i Atlético Madrid blev han den 6 oktober 2008 för första gången uttagen i seniorlandslaget inför VM-kvalmatchen mot Rumänien. Han spelade sin första match för landslaget den 14 oktober samma år när Frankrike vann en träningslandskamp mot Tunisien med 3-1.
I december 2009 köptes Sinama-Pongolle av Sporting Lissabon som enligt media betalade runt sju miljoner euro för honom.
Sedan 2012 spelar Sinama i ryska Premier League-laget FK Rostov, ihop med David Bentley som han spelade tillsammans med i Blackburn Rovers.